# Oud Kasteel (Eindhoven)
Oud Kasteel (meer bekend onder de naam "Gestelse Ontginning") is een wijk in het stadsdeel Gestel in de stad Eindhoven, in de Nederlandse provincie Noord-Brabant. De wijk ligt in het zuidwesten van Eindhoven en bestaat uit de buurten Genderbeemd, Hanevoet en Ooievaarsnest. Centraal in de wijk ligt het winkelcentrum Kastelenplein en de Anwar-E-Madina moskee. Op 1 januari 2023 telde de wijk 8.145 inwoners, verdeeld over 3.692 woningen, met een gemiddelde WOZ-waarde van € 369.000, op een oppervlakte van 2,57 km².
Oud Kasteel ligt aan de westkant van Eindhoven, slechts gescheiden door de snelweg A2 van Veldhoven. De wijk is medio jaren 70 van de 20e eeuw gebouwd en de meeste straatnamen verwijzen naar kastelen in Nederland. De wijk is vernoemd naar het oude Kasteel van Blaarthem dat in de wijk heeft gestaan. In de 14e eeuw bestond het kasteel al en het werd gemoderniseerd omstreeks 1780, maar aan het einde van 19e eeuw is het afgebrand waarna het in 1914 werd gesloopt.

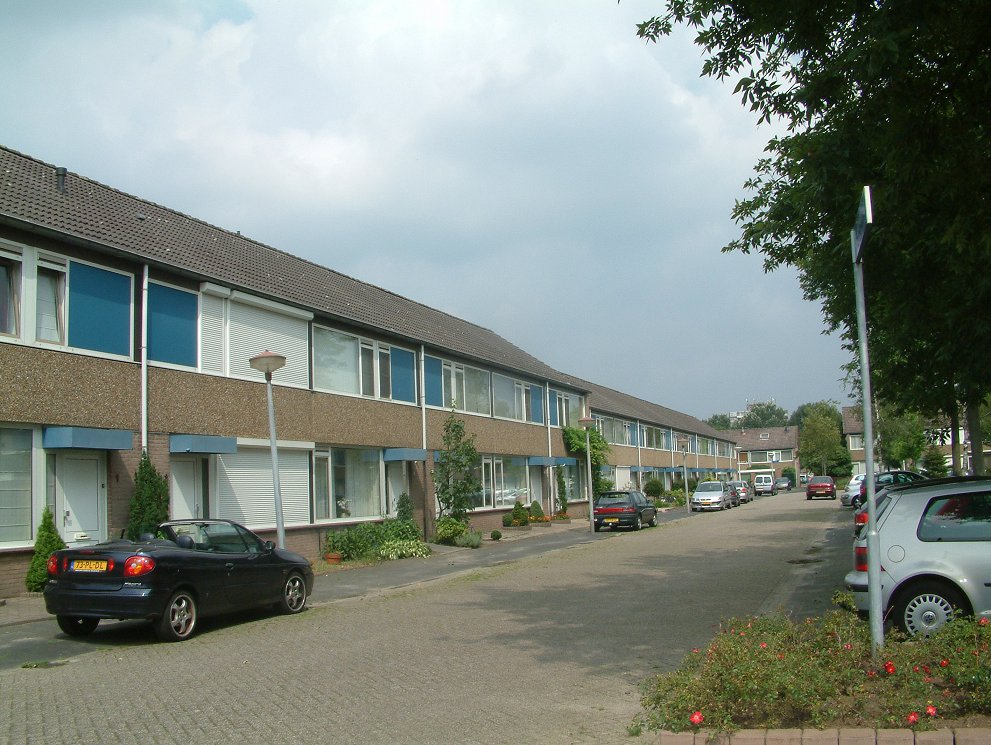
Zijpendaal (Hanevoet)
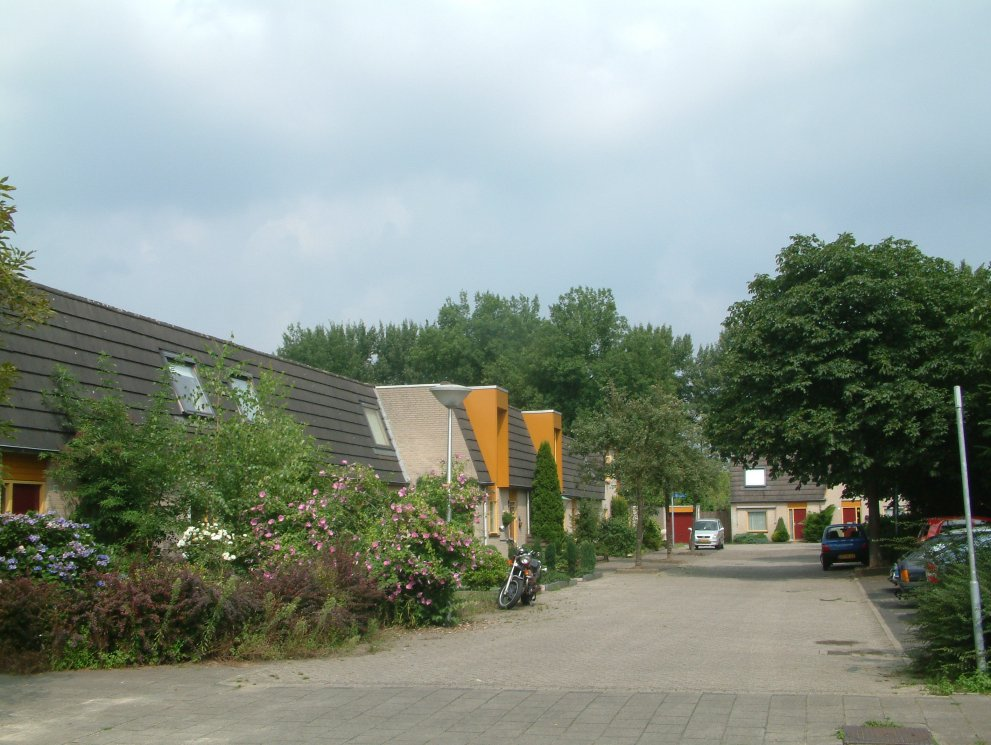
buurt Hanevoet
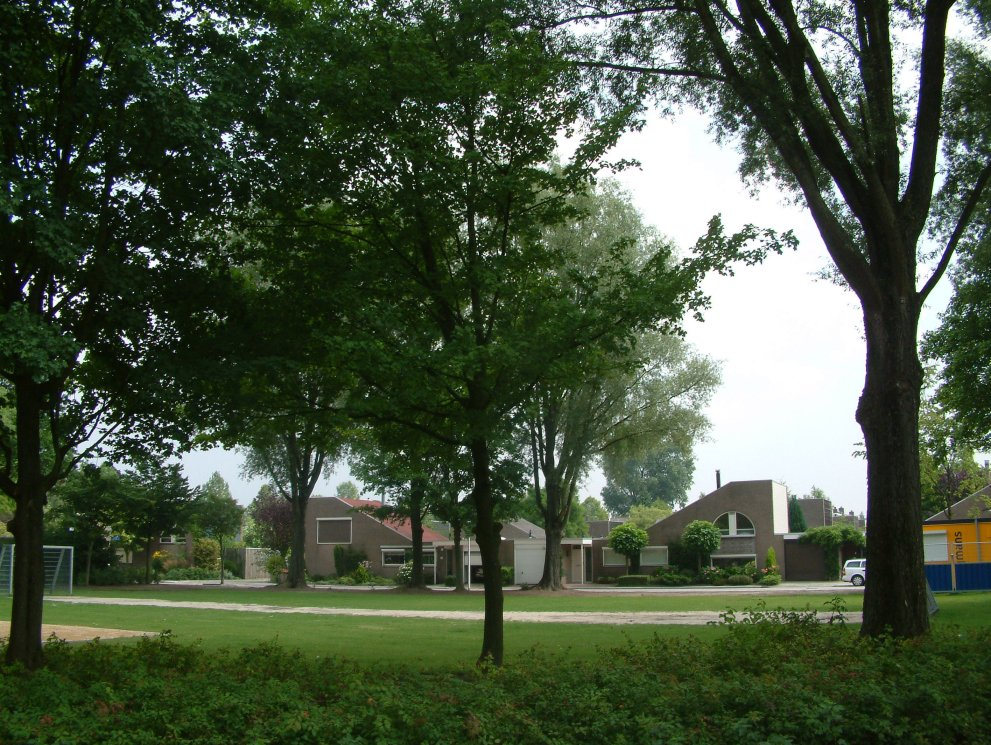
buurt Ooievaarsnest
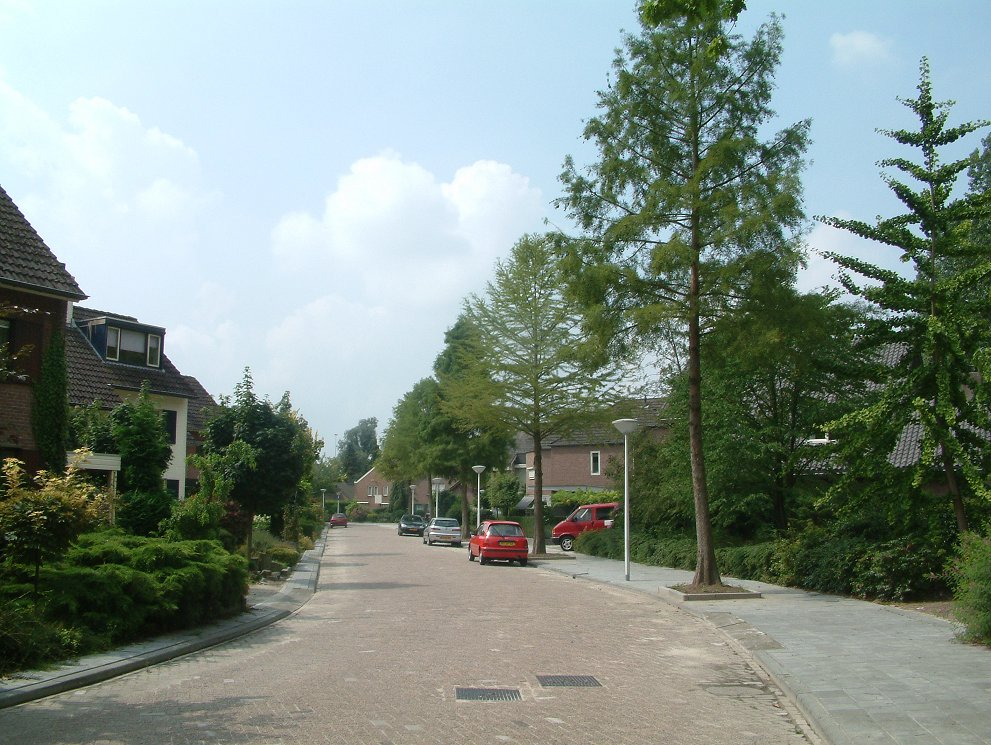
buurt Ooievaarsnest
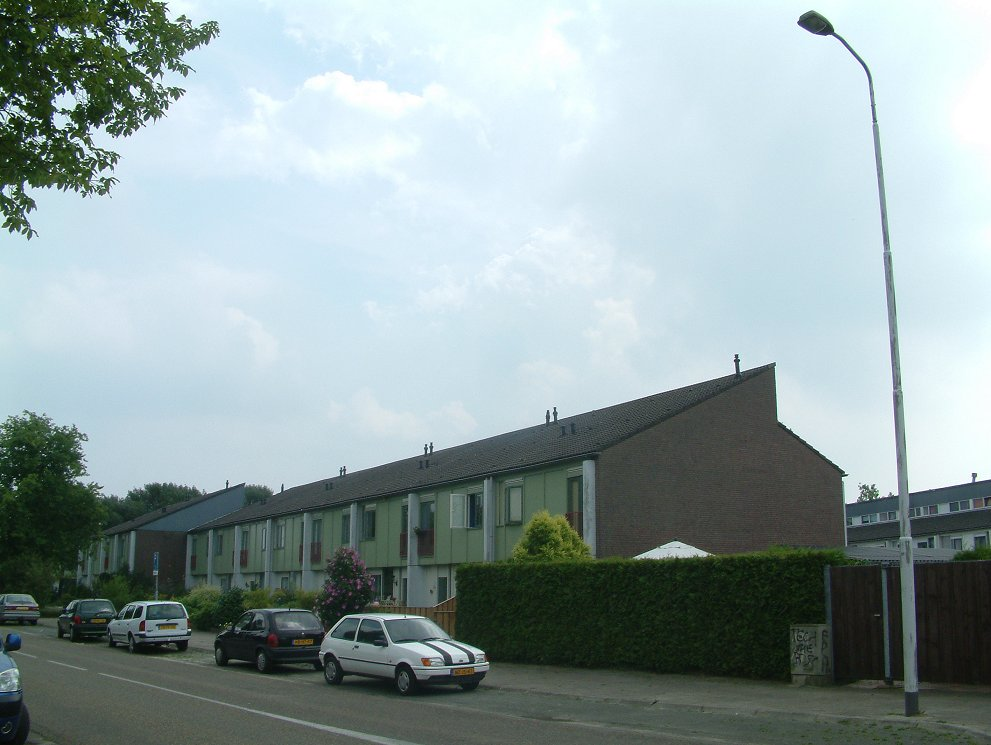
buurt Genderbeemd